# Лагуна-де-Дуеро
Лагуна-де-Дуеро (ісп. Laguna de Duero) — муніципалітет в Іспанії, у складі автономної спільноти Кастилія-і-Леон, у провінції Вальядолід. Населення — 22 110 осіб (2010).
Муніципалітет розташований на відстані близько 160 км на північний захід від Мадрида, 7 км на південь від Вальядоліда.

## Демографія
Динаміка населення (INE ):

## Галерея зображень

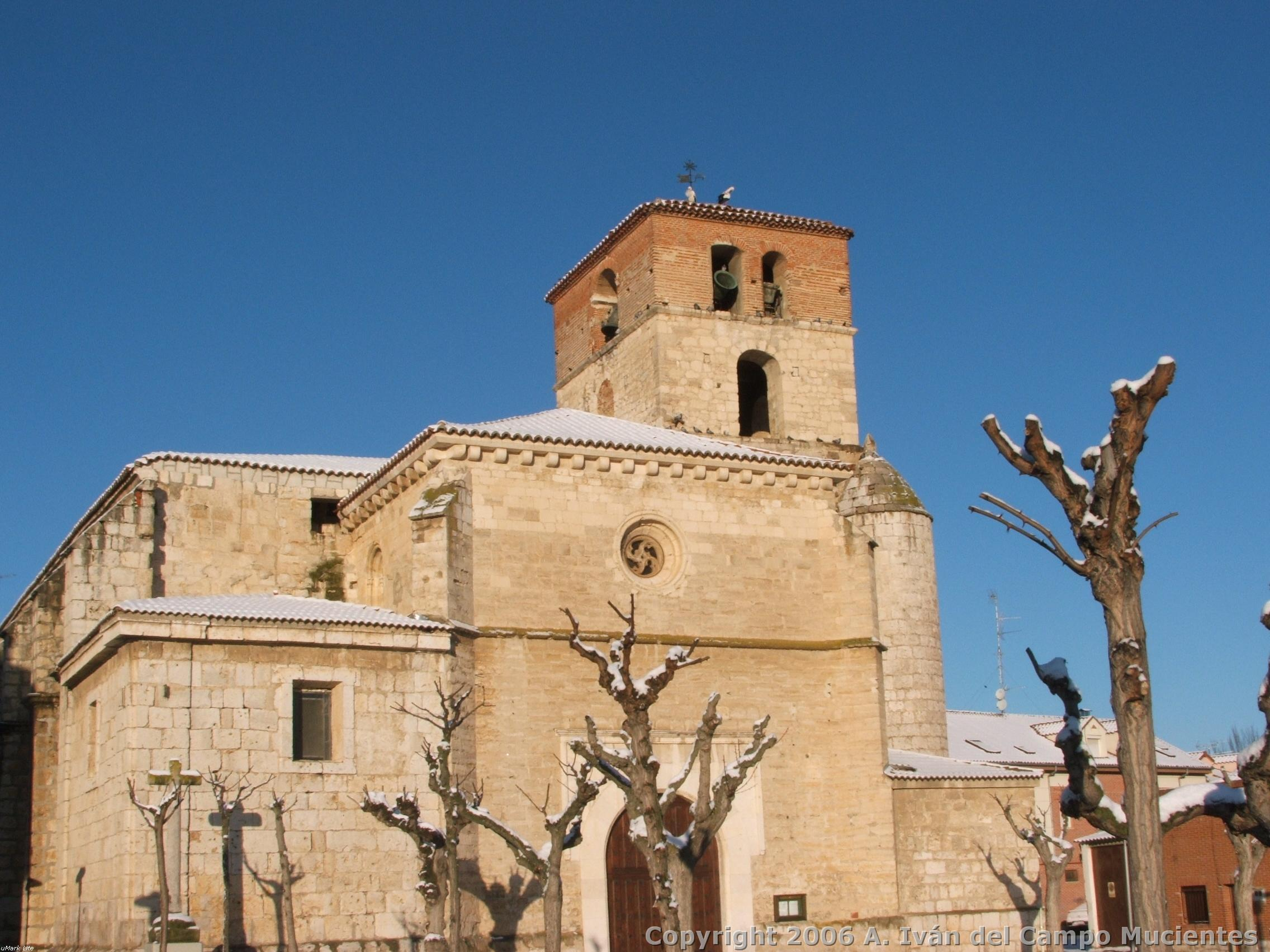
Церква Нуестра-Сеньйора-де-ла-Асунсьйон